# Milivoje Novakovič
Milivoje Novakovič, né le 18 mai 1979 à Ljubljana, est un footballeur international slovène. Il évoluait au poste d'attaquant.

## Biographie

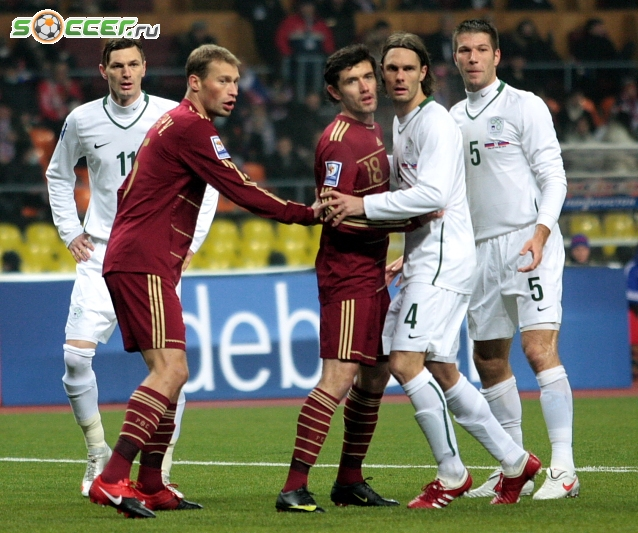
Milivoje Novakovič lors d'un match international face à la Russie.

La carrière de Novakovic débute en 1999 au NK Olimpija Ljubljana, le club de la capitale. Il y reste trois saisons avant de partir tenter sa chance en Autriche à Voitsberg, à Mattersburg, puis à LASK Linz. En 2005, il quitte le championnat autrichien et s'en va en Bulgarie dans le club du PFK Litex Lovetch. Milivoje réussit parfaitement sa saison mais, en 2006, le slovène donne une autre dimension à sa carrière en signant en deuxième division allemande au 1.FC Cologne qui venait de connaître la relégation en Bundesliga. La saison suivante, il participe grandement à la remontée du club en Bundesliga en terminant meilleur buteur du championnat avec 20 buts. En 2008-2009, il découvre enfin la première division allemande et ne tardera à faire parler de lui en finissant meilleur buteur du club avec 16 buts. Novakovic est sous contrat avec le club jusqu'en juin 2014. En août 2012, il est prêté six mois au club japonais d'Omiya Ardija. En janvier 2013, le prêt est reconduit.

## Carrière
- 1999-2002 :  Olimpija Ljubljana (juniors)
- 2003-déc. 2003 :  ASK Voitsberg
- jan. 2004-2004 :  SV Mattersburg
- 2004-2005 :  LASK Linz
- 2005-2006 :  PFK Litex Lovetch
- 2006-jan. 2014 :  FC Cologne
  - 2012-déc. 2013 :  Omiya Ardija (prêt)
- jan. 2014-jan. 2015 :  Shimizu S-Pulse
- jan. 2015-déc. 2015 :  Nagoya Grampus
- depuis fév. 2016 :  NK Maribor

### International
Milivoje Novakovič compte 80 sélections avec l'équipe de Slovénie, avec laquelle il a inscrit 32 buts.

## Palmarès
NK Maribor
- Champion de Slovénie en 2017
- Vainqueur de la Coupe de Slovénie en 2016.